# Shooting brake
El término inglés shooting brake sirve para denominar un tipo de carrocería de automóvil caracterizada por disponer de un habitáculo corto (generalmente de dos puertas), prolongado en su parte trasera por un volumen alargado, similar al de un coche familiar. Otras denominaciones que hacen referencia al mismo concepto son combi cupé o cupé familiar.
El nombre surgió en la década de 1890 para designar a un coche de caballos con un gran espacio trasero, apto para transportar a grupos de cazadores con su equipo y cargar las piezas cobradas.

## Definición
No existe una definición universalmente aceptada de "shooting brake"; sin embargo, las distintas descripciones incluyen elementos comunes como los estilos de carrocería cupé y familiar, y el uso histórico del vehículo para partidas de caza. Las descripciones del estilo de la carrocería y el uso del término incluyen:
- "Un familiar elegante con dos puertas y estilo de coche deportivo, su imagen está ligada con la aristocracia europea, con la caza del zorro y con los perros aulladores".[7]
- "Un cruce entre familiar y cupé".[8]
- "Esencialmente un familiar de dos puertas".[9]
- Término intercambiable por familiar.[10][11][12][13][14] En Francia, los familiares se comercializan simplemente como "break" (antiguamente como "break de chasse", lo que se traduce como "break de caza").[15]
- Un estilo de carrocería con "un perfil muy interesante. Aprovecha el espacio sobre la calzada que cubre un poco mejor que un cupé normal, y también mejora el espacio para la cabeza de los pasajeros de atrás... El uso ocasional del asiento trasero significa que pueden utilizarse como coches de diario, aunque carezcan de la practicidad de los familiares de cuatro puertas".[7]
- Un vehículo concebido "para llevar a los caballeros de cacería con sus armas de fuego y perros ... y "aunque [sus] días de gloria llegaron antes de la Segunda Guerra Mundial, y se ha desvanecido de la escena en las últimas décadas, el estilo de la carrocería está mostrando signos de un renacimiento" (a partir de 2006).[7]" Los "shooting break" más famosos tenían carrocerías de dos puertas personalizadas, instaladas sobre el chasis de coches con pedigrí".[7]

## Historia

### Carruajes

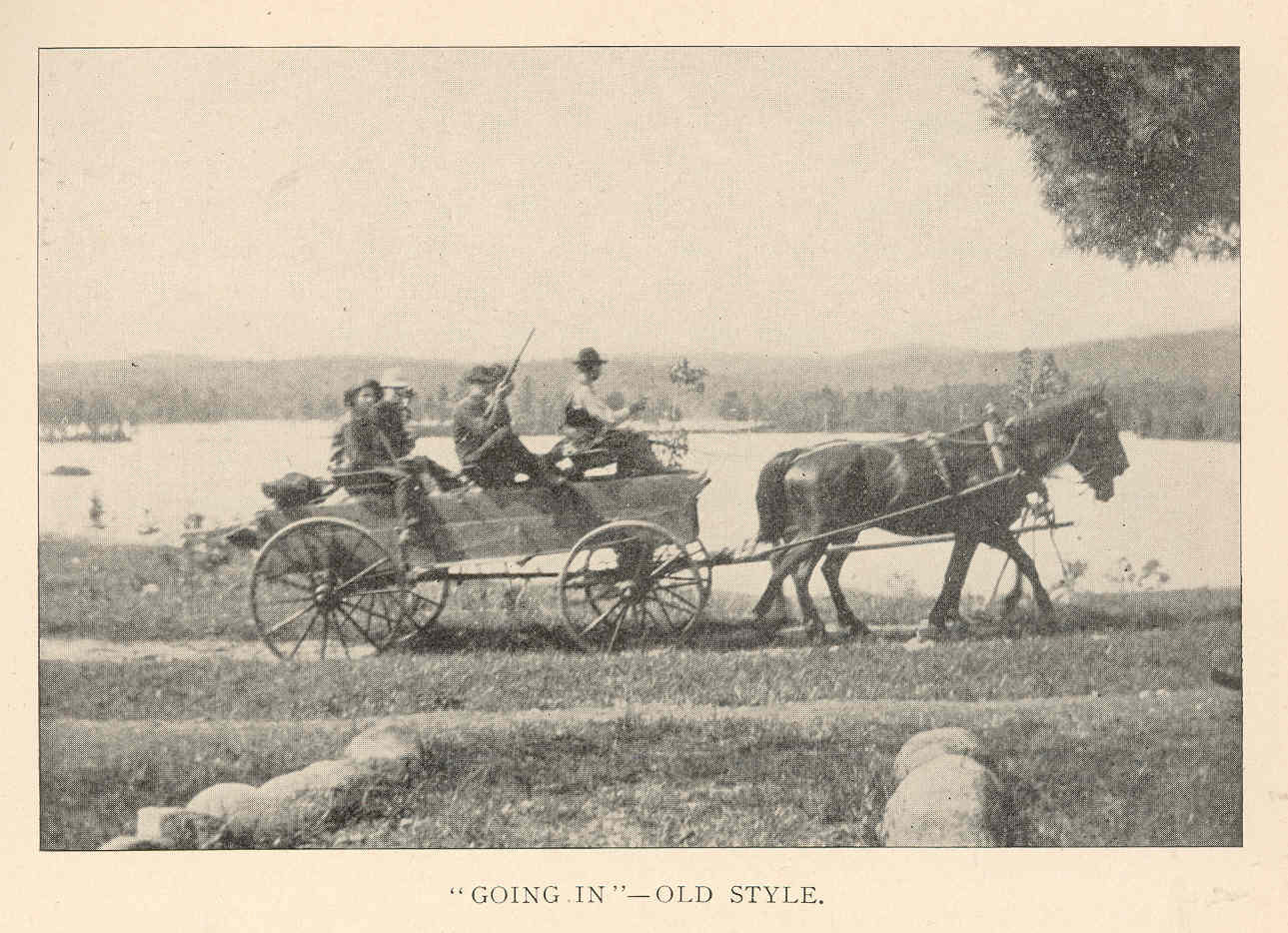
Un "shooting brake" tirado por caballos. Foto de la Comisión de Caza y Pesca de Nueva York (1903)

Como muchos de los primeros estilos de carrocería de automóviles, el "shooting brake" era originalmente un tipo de coche de caballos. Un break era originalmente un carro de arrastre pesado, apto para frenar caballos demasiado enérgicos, También es posible que la palabra "break" tenga su origen en la palabra neerlandesa 'brik' que significa 'carro' o 'carruaje'. El término "break" se amplió posteriormente en su definición, usándose para coches familiares en general.
El "shooting brake", que comenzó en Inglaterra en la década de 1890, era un carruaje (más específicamente un tipo de vagoneta) diseñado para transportar piezas de caza, bastidores de armas y municiones durante las cacerías.

### Automóviles
Los primeros automóviles "shooting brake" se fabricaron a principios del siglo XX en el Reino Unido. El estilo del vehículo se hizo popular en Inglaterra durante las décadas de 1920 y 1930. Fueron producidos por fabricantes de vehículos o como conversiones realizadas por carroceros. La denominación se empleó en Gran Bretaña indistintamente para los coches familiares de la década de 1930, pero no ha sido de uso general durante muchos años, siendo más o menos reemplazado por este último término.
El término ha evolucionado para describir automóviles que combinan elementos de los estilos de carrocería familiar y cupé, con o sin referencia al uso histórico para partidas de caza.

#### 1900 a 1950

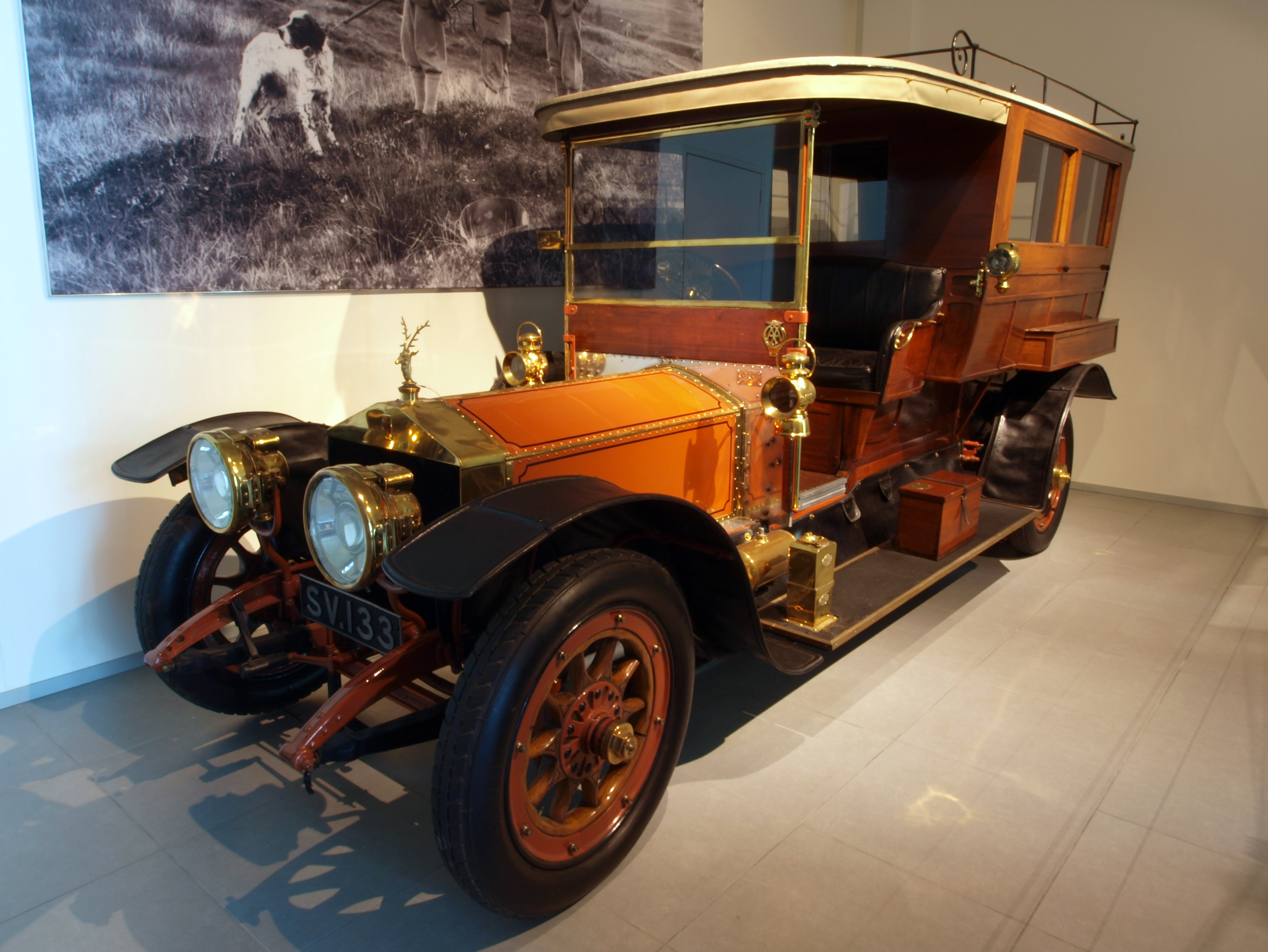
Rolls-Royce Silver Ghost Shooting Brake de 1910

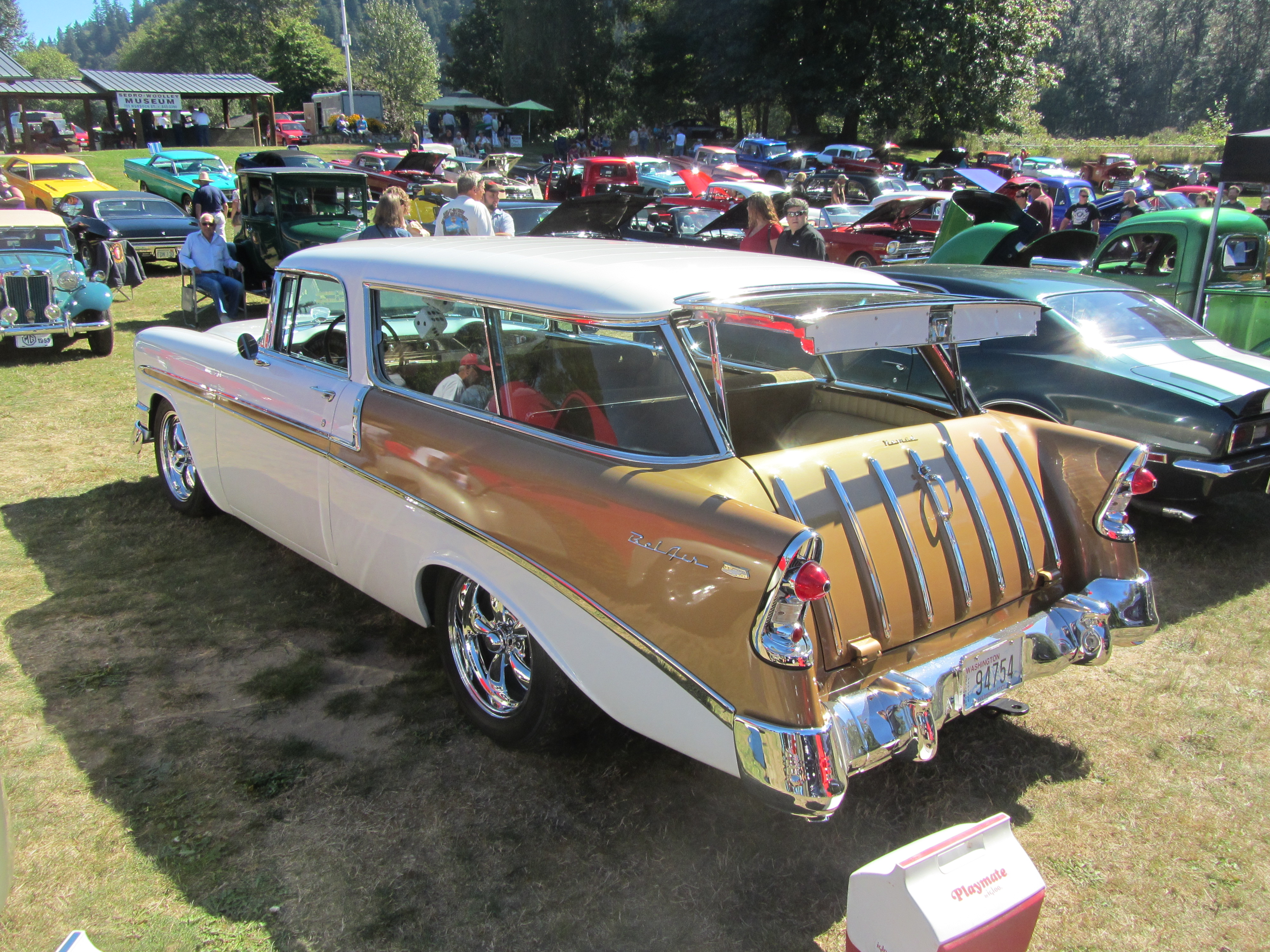
Chevrolet Nomad de 1956, con su ventanilla trasera abatible eléctricamente

A principios de la década de 1900, la compañía escocesa Albion Motors comenzó a producir modelos de "shooting brake", descritos en la revista semanal The Commercial Motor con "asientos para ocho personas, así como para el conductor, mientras que se pueden transportar cuatro escopetas, un gran suministro de cartuchos y cestas de provisiones, y también se puede llevar una buena captura".
El Hudson Model 33 de 1912 se describió en Inglaterra como un "shooting brake", sobre la base de que "... también se utilizó para llevar la caza hacia y desde el lugar de disparo, y para volver de la cacería".
Los vehículos de safari motorizados Early se describieron como "shooting break" sin ventanas ni puertas. "En cambio, disponían de techos de lona enrollados par el caso de mal tiempo. Estos coches eran pesados y cómodos cuando hacía buen tiempo y proporcionaban un desplazamiento rápido y silencioso, ya que no se permitía disparar desde los vehículos".
Durante las décadas de 1920 y 1930, los vehículos "shooting brake" eran populares en Inglaterra y se producían en las factorías o adaptados por carroceros. El término "automóvil familiar" comenzó a usarse en lugar "shooting brake", ya que su uso se expandió desde las cacerías a otros propósitos domésticos, incluido el transporte de invitados y su equipaje hacia y desde las estaciones de tren.
El Chevrolet Nomad de 1955 a 1957 era una versión "shooting brake" del sedán de dos puertas Bel-Air con un techo extendido y una ventana trasera abatible eléctricamente que descendía hacia la puerta trasera, que luego se convirtió en un elemento común en los familiares estadounidenses.

#### 1960 a 1990
Durante la década de 1960 y principios de la de 1970, varios fabricantes europeos de alta gama produjeron versiones "shooting brake" de dos puertas de sus coches deportivos, incluido el Sunbeam Alpine Shooting Brake de 1960 y el Aston Martin DB5 Shooting Brake de 1965. El Sunbeam Alpine de 1966 era una variante de tres puertas de producción limitada de su modelo deportivo abierto de dos puertas con interior de cuero y molduras de nogal, que se vendía al doble de precio que su contraparte abierta y se comercializaba como "shooting brake". Los Aston Martin DB5, DB6 y DBS "shooting brake" fueron fabricados a medida por el carrocero Harold Radford de 1965 a 1967.
Se construyó un prototipo a medida a partir del Aston Martin DB5 con esta configuración para David Brown, propietario de la compañía y un ávido cazador y dueño de perros, y otros 11 o 12 cupés fueron modificados también a medida para Aston Martin por el carrocero Harold Radford. En agosto de 2019, se vendió un DB5 por una cifra récord de 1,765 millones de dólares, lo que lo convierte en el automóvil con carrocería "shooting brake" más valioso de todas las marcas vendido en una subasta.
En 1992, Aston Martin fabricó internamente una variante combi cupé de producción limitada de su modelo Virage/Vantage.
Se han descrito otros coches que combinan elementos de un familiar y de un cupé, pero nunca se comercializaron formalmente como "shooting brake", incluidos el Reliant Scimitar GTE (1968-1975), el Volvo P1800 ES (1972-1973), y el BMW Z3 Cupé de 1998 (más el modelo Cupé M asociado).

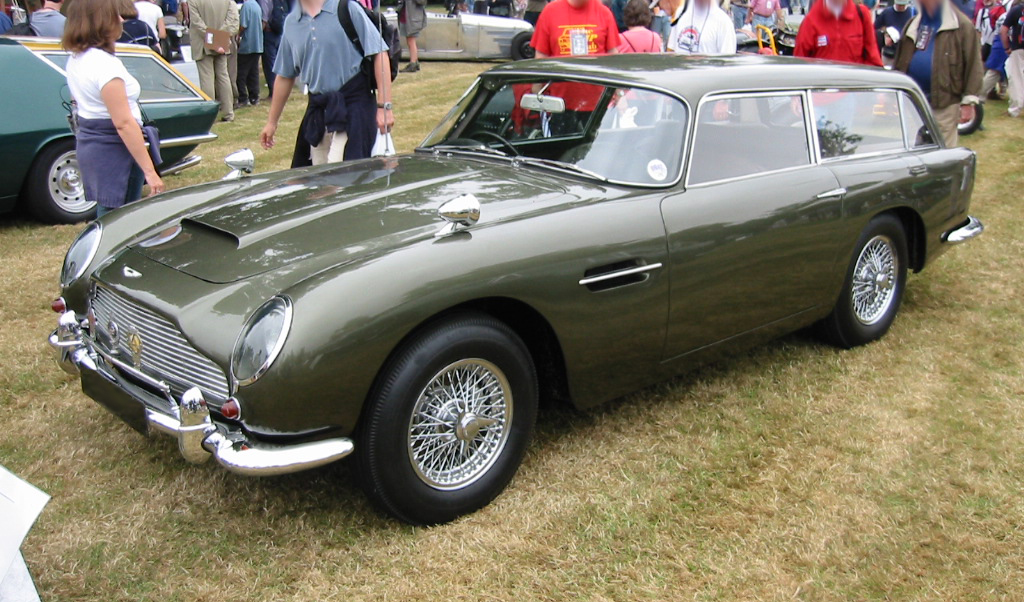
Aston Martin DB5 Shooting Brake (1965-1971)
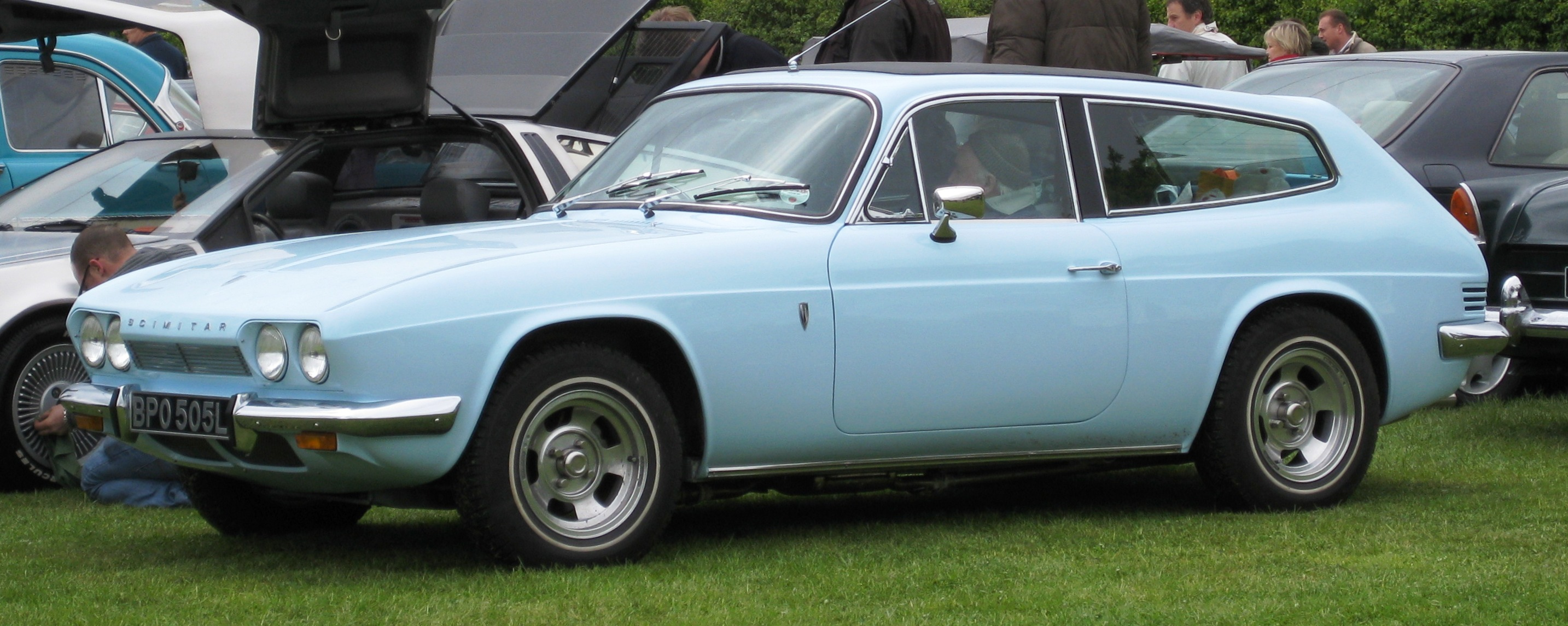
Reliant Scimitar GTE (1968-1975)
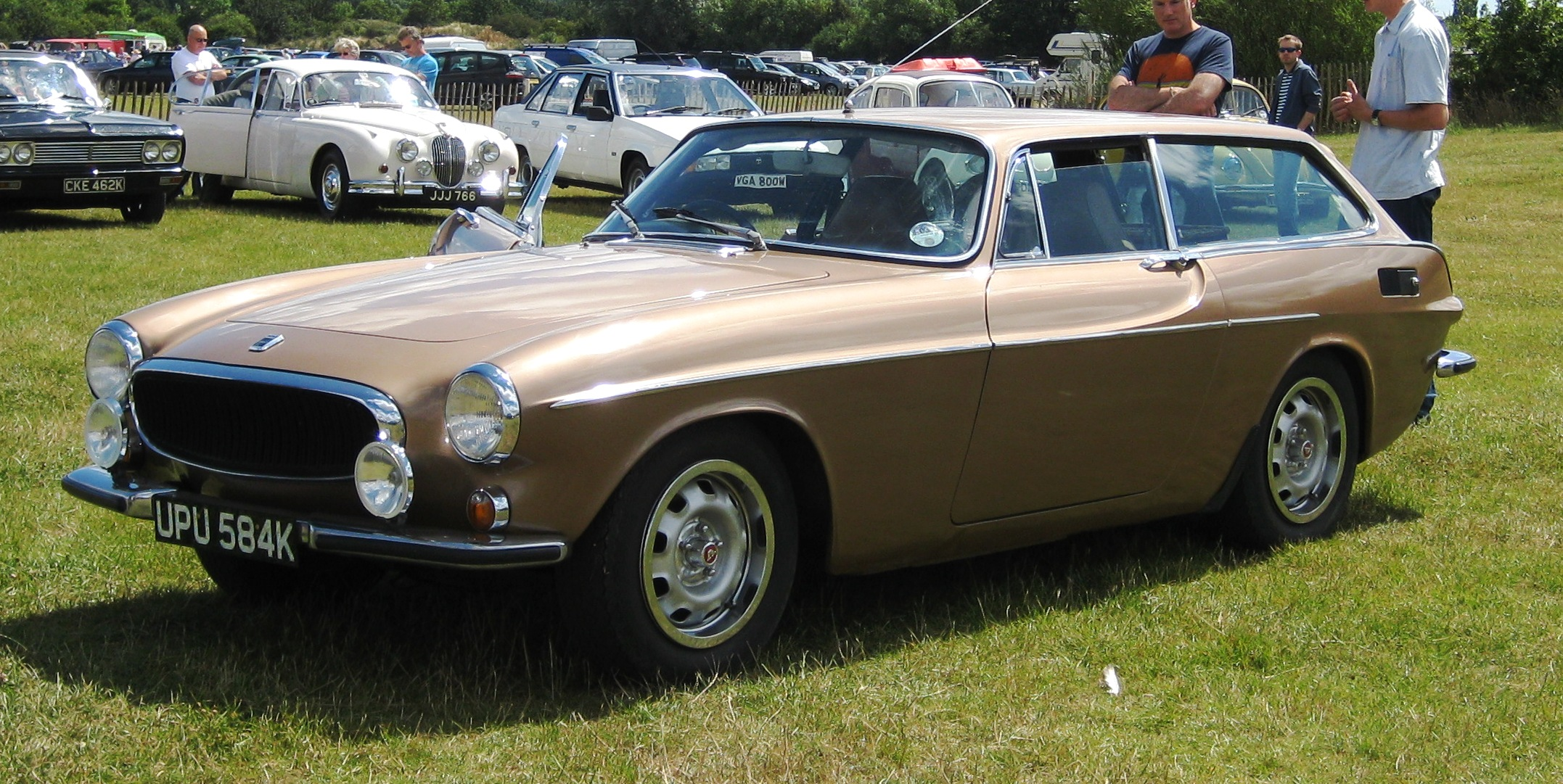
Volvo 1800ES (1972-1973)
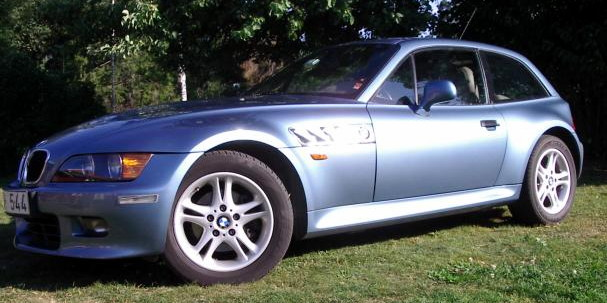
BMW Z3 Cupé (1998-2002)

#### A partir de 2000
En su mayoría inactivo desde mediados de la década de 1970, el término "shooting brake" reapareció en 2004 con el prototipo del nuevo Chevrolet Nomad. Al año siguiente, se presentó en el Salón del Automóvil de Tokio el prototipo Audi Shooting Brake.
Varios otros automóviles han sido descritos por los periodistas como "shooting brake", incluyendo el Dodge Magnum Familiafr de 2005, el prototipo Renault Altica de 2006, el Mini Clubman de 2008, el prototipo Fisker Karma de 2011, y el Ferrari FF de 2011.
El primer modelo producido en serie del siglo XXI comercializado como "shooting brake" fue el Mercedes Benz CLS-Class Shooting Brake (X218) de 2012, presentado como un prototipo "shooting brake" en el Salón del Automóvil de Pekín. Este modelo tiene cuatro puertas (de pasajeros), lo que contradice algunas definiciones de "shooting brake" como un automóvil de dos puertas. En 2015, Mercedes-Benz agregó el "shooting brake" de cuatro puertas CLA-Class más pequeño a su gama de modelos. De manera similar, Porsche describe el Porsche Panamera Sport Turismo de 2018 como un "shooting brake".

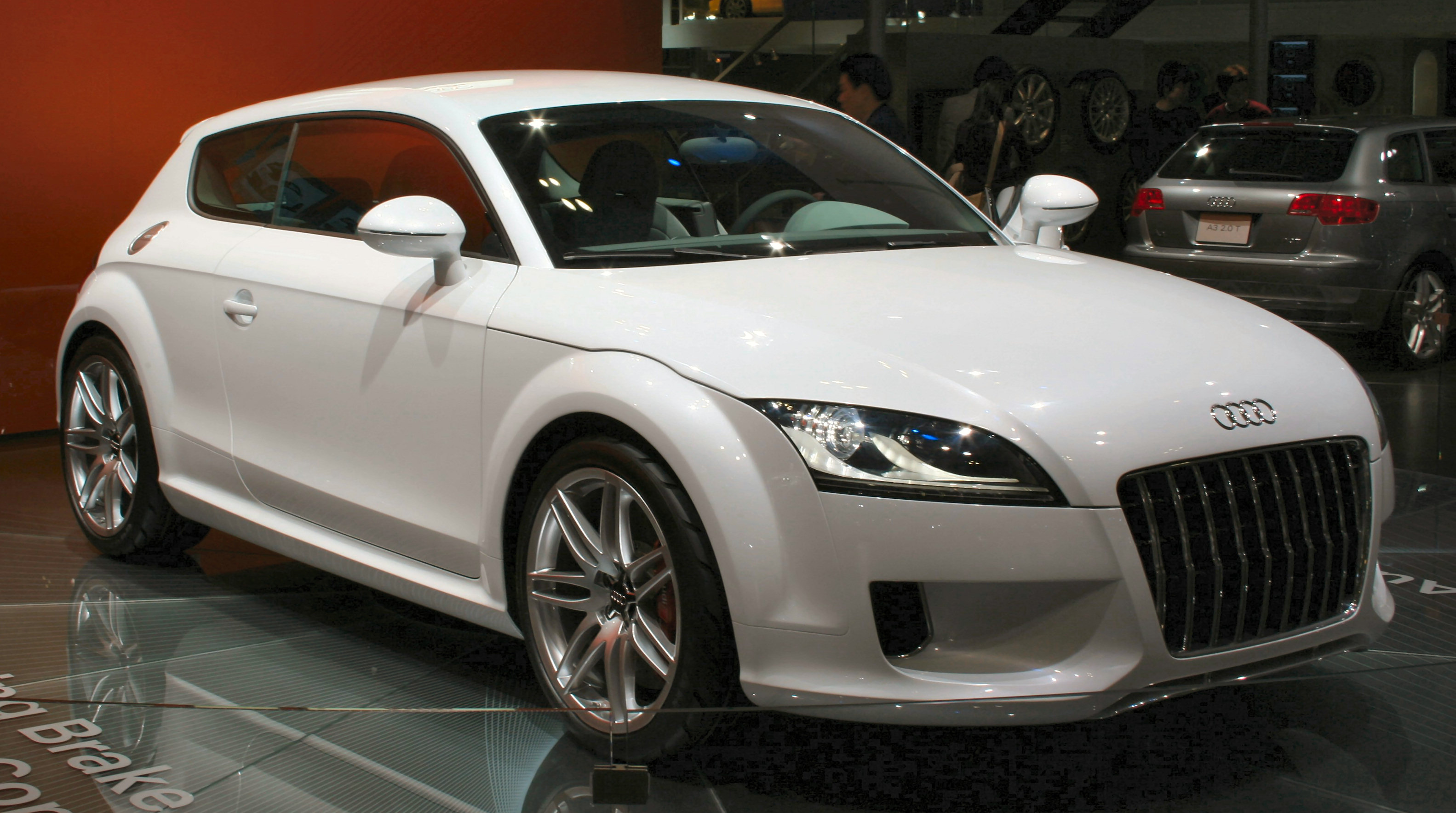
Prototipo Audi Shooting Brake (2005)
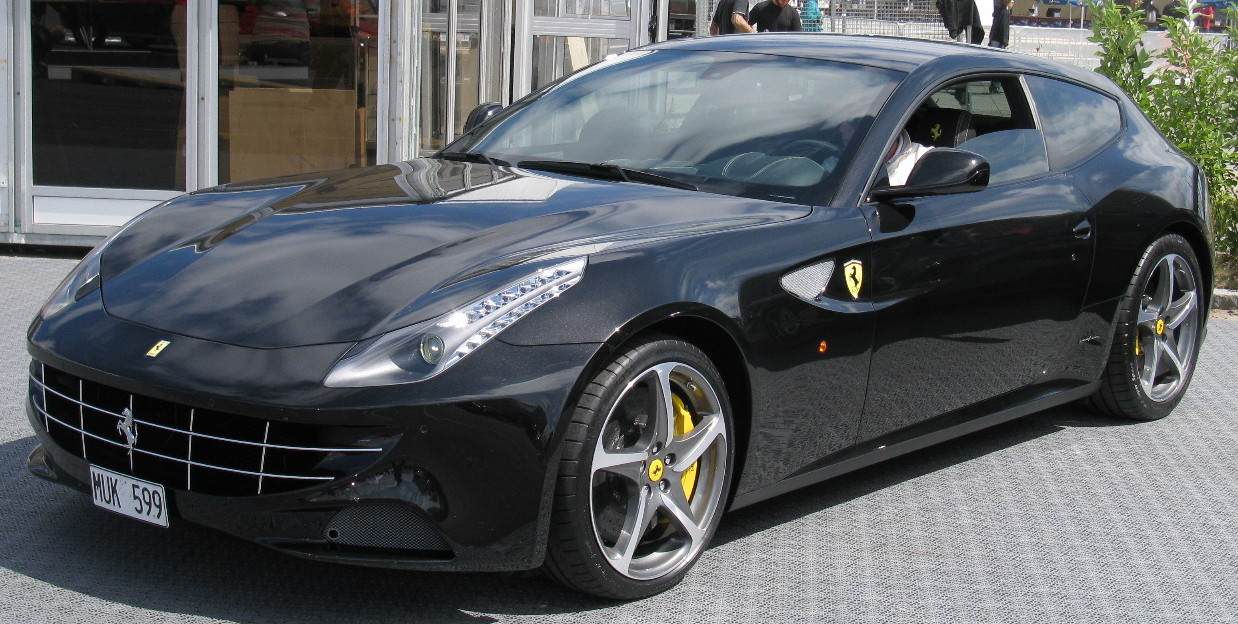
Ferrari FF de 2011
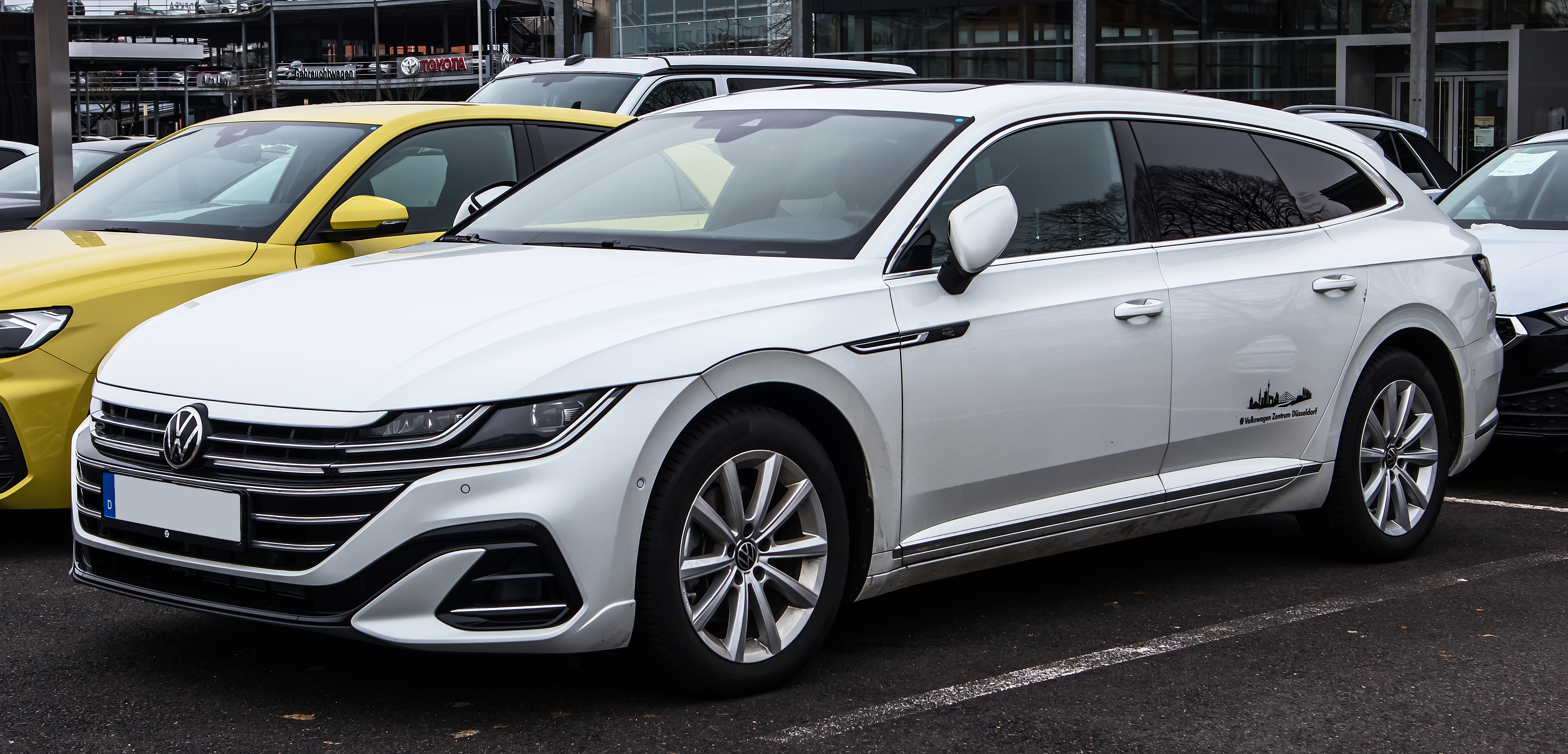
Volkswagen Arteon Shooting Brake (2017-presente)